# خنق

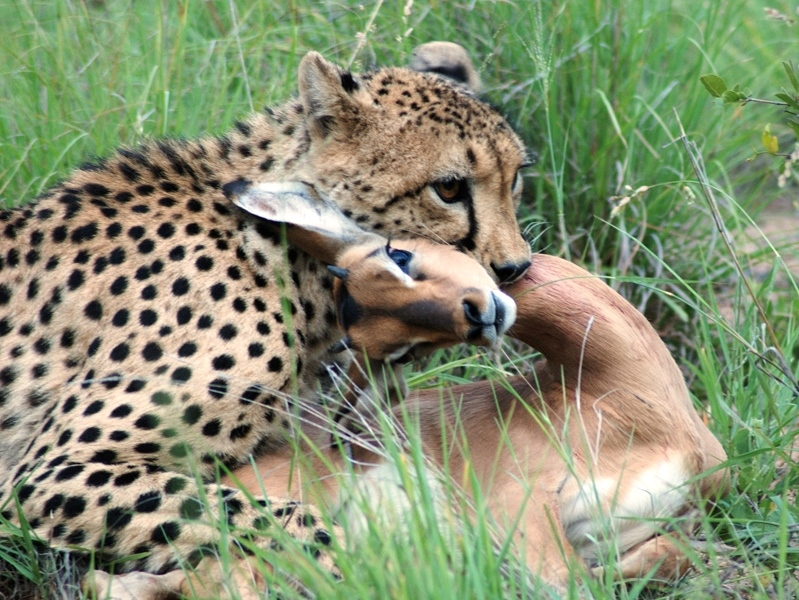
حيوان الفهد يقوم بخنق فريسته.

الخنق أو تطويق هو الضغط على الرقبة بشكلٍ قوي ومزمن ليتسبب في فقدان الوعي أو الوفاة بسبب حالة نقص الأكسجين بشكلٍ متزايد في الدماغ، ويحدث الخنق في حالات العنف والحوادث، كما تستخدم بعض الحيوانات المفترسة هذا النسق فتقوم بخنق فرائسها عن طريق العض قبل افتراسها، يكون الخنق بعدة صور؛ منها الشنق بالحبل أو بالأسلاك أو بالمشنقة، أو الخنق باليدين والأصابع، أو التمكن بالرقبة بأي وسيلة أخرى، ويُعد الخنق أحد الأساليب التي تعمل على وقف تدفق الأكسجين إلى الدماغ وله عدة طرق:
- الضغط على الشرايين السباتية أو الأوردة مما يتسبب في نقص التروية الدماغية.[3][4][5]
- الضغط على البلعوم أو الحنجرة فيتسبب في انسداد القصبة الهوائية مما يمنع التنفس وبالتالي يحدث الاختناق.
- الضغط على الجيب السباتي فيتسبب في بطء حركة القلب، أو انخفاض في ضغط الدم.